# 南海太郎朝尊
南海太郎朝尊（なんかいたろう ともたか/ちょうそん、1806年（文化3年） - 1866年（慶応2年））は、日本の刀工。幕末期に京都や土佐を中心に活躍した刀工として知られる。号が南海太郎であり、本名は森岡友之助（友高とも）。

## 来歴
1806年（文化3年）、土佐国高岡郡黒岩村（高知県佐川町）に生まれる。父・森岡善右衛門は大鋸（おが、林業用の大のこぎり）鍛冶をしており、朝尊も当初は家業を継いでいた。しかし、刀剣に興味を持つようになり、自己流で短刀を造るなど作刀を行い中々の評判であったとされている。文政年間には刀工として転身する決意を固め、転身に反対していた妻とも離別した上で京都へ上った。上洛後には伊賀守金道の後見役や公卿でありながら鍛刀に興じていた千種有功の相槌役など貴人などの交流も行っていた。天保年間には江戸にある湯島天神の傍らでも鍛刀を行っていた。また、1858年（安政5年）には土佐へ帰郷しており、黒岩村二ツ野鈴原で鍛刀を行い、二ツ野の森岡亦次郎（朝尊の甥、後に朝国と銘を切る）や佐川の古沢義正（土佐藩家老堀尾家家臣、通称八左衛門、後に南洋と名を改める。古沢滋の父）にその技法を伝えた。なお、鍛刀のために利用していた井戸は劔井（つるぎのい）と呼ばれており、工房の跡地と含めて佐川町の町指定史跡となっている。
朝尊は作刀のみならず刀剣研究にも熱心であり、『刀剣五行論』、『宝剣奇談』、『新刀銘集録』などの著書も残している。また、江戸の水心子正秀が唱えた復古刀論に同調して、復古鍛錬法の教授のために諸国を廻り多くの門人を輩出した教育家としての側面を持つ。刀剣理論に基づいた刀工の教育者としての名声は江戸の水心子正秀と比較されて東西の双璧とも称されていた。晩年には山城国幡枝（京都市左京区岩倉）に寓居し、作刀の傍ら剣術を教えており自ら「気心流」という流派を立ち上げて開祖を称していた。1866年（慶応2年）には京都にて61歳で没する。

## 作刀
初銘は友尊、朝高であり、後に朝尊、朝尊造 、山城国西陣住朝尊、土佐国住人権守朝尊 、森岡朝尊作 、山城国幡枝寓朝尊などの銘がある。朝尊は優れた理論家であった一方、実際の作品はその通りにはなっておらず、刀剣研究家の常石英明によれば、同時代の水心子正秀や源清麿の作品と比べると相当劣るともいわれている。
南海太郎朝尊作の刀を所持していた著名人として武市半平太がいる。半平太は1860年（万延元年）7月より、同門の岡田以蔵や久松喜代馬、島村外内らを連れて九州で武者修行を行っていた。修行の帰途で以蔵は半平太らを先導する形で先に土佐国西端にある宿毛へ立寄っており、半平太のことを岩村有助（岩村通俊の父）に紹介していた。以蔵はしばらく宿毛に留まって、宿毛の侍たちに剣術の稽古をつけていた。その後、半平太も武者修行の帰途に宿毛へ立寄り、数日間滞在して岩村通俊ら多くの宿毛の侍たちと交流し、宿毛滞在時に南海太郎朝尊の刀を購入した。
また、新選組で副長助勤を務めていた安藤早太郎も朝尊作である二尺五寸の刀を持っていた。文政9年（1826年）9月の銘が入っていたとされており、池田屋事件の死闘により物打の辺りから折れていたという記録がある。なお、早太郎は事件で負った怪我がもとで事件の2週間後に死去している。

## 家族
朝尊は著書『新刀銘集録』にて、自身の出自について、鎌倉時代後期から南北朝時代初頭の大覚寺統（南朝）の皇族である尊良親王（後醍醐天皇第一皇子）の17代孫を称していた。朝尊が系図屋に造らせた系図によれば、土佐へ配流された尊良親王から森岡氏が発し、後には長宗我部氏に仕えるようになり、代々鍛冶を営むようになったといわれている。しかし、朝尊は初期の作刀では藤原姓で銘を切っている物があるため、尊良親王出自は疑わしいとされている。
南海太郎朝尊の子である朝良（ともよし）も父に続いて作刀をしており、8歳にして朝尊との合作を行い、11歳で短刀を作り上げて「虎丸」と銘を切っていた。とても早熟であり優れた刀工だったが、1881年（明治14年）頃に35歳にて早逝した。朝良の子（朝尊の孫）である森岡正吉も同郷の大先輩にあたる田中光顕の薦めにより刀工の道に進み、宮本包則や月山貞一に師事していた。また、正吉の甥（朝尊の曾孫）にあたる森岡俊雄も刀工となり、刀身彫刻の名人である笠間一貫斎繁継に学び、次いで人間国宝である高橋貞次の門人となり、後には南海太郎正尊という名前で活躍していた。